# غوتفريد فريتش
غوتفريد فريتش (بالألمانية: Gottfried Fritsch)‏ (و. 1706 – 1750 م) هو نحات نمساوي، ولد في سيليزيا، توفي عن عمر يناهز 44 عاماً.